# Риофф Карма
Риофф Карма (Рёфф Карма) (呂布カルマ, родился 7 января 1983 года) — японский рэпер и телеведущий. Родом из города Нисиномия, префектура Осака, он проживает в Нагоя, префектура Айти.

## Карьера
В 2005 году Рёфф (Риофф) окончил Университет искусств Нагои, факультет изящных искусств по специальности «иллюстрация». В студенческие годы он мечтал стать мангакой, однако после завершения обучения решил сосредоточиться на карьере рэпера.
Начав свою деятельность в андеграундной музыкальной сцене, с 2015 года он неоднократно занимал призовые места на крупных рэп-баттлах. В 2016 году Рёфф уволился с основной работы, чтобы полностью посвятить себя музыке.
Широкую известность он получил в 2017 году, когда стал участником телешоу рэп-баттлов «Фристайл Монстр» (ТВ Асахи), что принесло ему признание среди поклонников рэпа по всей Японии. В 2022 году Рёфф привлек внимание более широкой аудитории, став лицом социальной рекламы AC JAPAN под названием «Толерантный рэп».
В 2023 году он начал активно участвовать в телевизионных проектах в качестве ведущего.  В том же году он занял 8-е место в рейтинге «Самые популярные восходящие звезды года».

## Личная жизнь
Одним из направлений в его профессиональной деятельности является рецензирование моделей в купальниках. Рёфф видит в их фигурах художественную ценность и ведет регулярную колонку на эту тему в одном из журналов. Он также продюсирует проекты, связанные с моделями в купальниках.
 Кроме того, он продюсирует проекты, связанные с моделями в купальниках.
Ранее мечтавший стать мангакой, Рёфф хорошо разбирается в манге. Он делал обзоры на различные манги, а также проводил интервью с редакторами таких известных произведений, как Человек-бензопила и Семья шпиона.

## Дискография
Альбомы
- 2009: 13 shit' (JET CITY PEOPLE)
- 2010: Четырехмерный хип-хоп' (JET CITY PEOPLE)
- 2011: STRONG' (JET CITY PEOPLE)
- 2014: The Cool Core' (JET CITY PEOPLE)
- 2016: Новое недоразумение (с p1, он же 2g)' (JET CITY PEOPLE)
- 2018: SUPERSALT' (JET CITY PEOPLE)
- 2021: Be kenja' (JET CITY PEOPLE)

Синглы
- 2016/03/02: BACKBONE feat. NAIKA MC, MC CARDZ, Рёфф Карма & RITTO[13]
- 2018/12/30: Подозрительный[14]

... (остальные записи опущены для краткости)